# Al-Shaghour
Al-Shaghour (tiếng Ả Rập: الشاغور) là một đô thị và một khu phố nằm ở thành phố cổ Damascus, Syria, phía nam và phía đông của Thành phố Cổ, và phía đông của al-Midan. Al-Shaghour là một trong những khu phố cổ nhất được ghi nhận trong thành phố. Khu phố truyền thống được chia thành một phần nằm trong các bức tường của Thành phố Cổ, được gọi là Shaghour al-Juwani, và phần lớn hơn nhiều nằm bên ngoài các bức tường. Phần sau đã trở thành một đô thị gọi là "al-Shaghour" và bao gồm các quận (hayy) của Shaghour al-Barrani, Bab Sharqi, al-Zuhur, al-Wihdah, al-Bilal, al-Nidal, Ibn al-Asakir và Rawdat al-Midan.
Old al-Shaghour được tách ra từ al-Midan về phía tây bởi Phố Al-Beit  và từ Harat al-Yahud (Khu phố Do Thái) bởi Phố Al-Ameen. Cái sau, được đặt theo tên của một nhân vật Shiite nổi bật, là con đường chính trong khu phố và có sức chứa ở chợ và các cửa hàng chính. Al-Shaghour cũng là nơi sinh sống của nhiều gia đình Hồi giáo Shia nổi tiếng của Damascus.

## Lịch sử

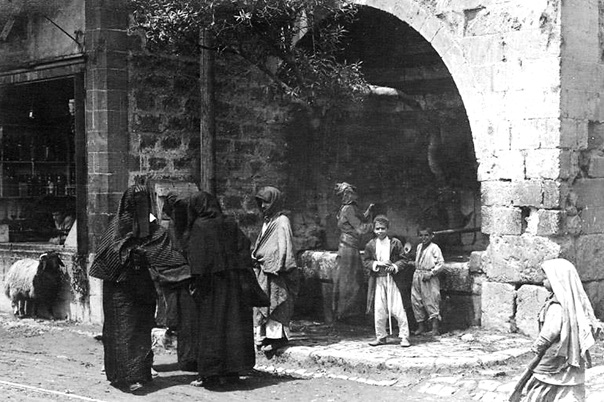
Shaghour năm 1910

Trong thời kỳ Pháp ủy, một phần của khu phố, được gọi là "Shaghour al-Juwani" nằm trong các bức tường của Thành phố Cổ, trong khi hầu hết các khu phố nằm bên ngoài các bức tường thành phố và được gọi là "Shaghour al-Barrani". Tổng dân số của al-Shaghour là 18.715 vào năm 1936, với 34% sống ở Shaghour al-Juwani và 66% sống al-Shaghour al-Barrani. Toàn bộ dân số theo đạo Hồi.
Al-Shaghour là một trung tâm kháng chiến chính của Pháp. Nhiều cư dân của nó đã tham gia vào hoạt động chính trị và phát triển tư tưởng chính trị quốc gia của Syria là những năm 1930. Al-Shaghour là nhà của một số trí thức và nhân vật chính trị nổi tiếng bao gồm nhà thơ nổi tiếng Nizar Qabbani, bộ trưởng quốc phòng của Vương quốc Syria, Yusuf al-Azma, và Hasan al-Kharrat, thủ lĩnh phiến quân nổi bật nhất ở Damascus trong cuộc nổi dậy Syria năm 1925.
Đến thế kỷ 21, Shaghour al-Barrani đã phát triển để trở thành Đô thị al-Shaghour lớn hơn, vào năm 2004 bao gồm các quận trong thành phố (hayy) của Shaghour al-Barrani (dân số al-Zuhur (dân số 37.367), Bab Sharqi (dân số 12.318), al-Wihdah (dân số 4,539). Shaghour al-Juwani nằm ở thành phố cổ và có dân số 2,506 vào năm 2004.